# Бульбашки
«Бульбашки» («Пузырьки») — радянський художній фільм 1975 року, знятий режисером Валерієм Кремньовим на кіностудії «Мосфільм».

## Сюжет
Сюжет фільму простий. Школярі збирають металобрухт, макулатуру, бульбашки. Йде змагання двох класів. Захоплені хлопці часом забувають, що змагання не мета, а засіб. Вони знімають ковпаки з чужого автомобіля, напувають непотрібними ліками бабусю, щоб набрати більше бульбашок, втручаються в дружбу Гаріка Єврумяна з дівчинкою.

## У ролях
- Ігор Молодиков — Юра Нечаєв
- Валера Марков — Нечитайло
- Гор Саакян — Гарік Єврумян
- Олена Безносікова — Олена Крупіцина
- Сашко Балашов — Лаптєв
- Аркадій Маркін — Аркаша Петров
- Алла Антонова — Маша Грибоєдова
- Георгій Віцін — водій «Запорожця»
- Тамара Носова — Віра Миколаївна, вчителька географії
- Зоя Федорова — вчителька танців
- Володимир Заманський — телекоментатор, ведучий на шкільних змаганнях
- Микола Парфьонов — фізрук
- Любов Корнєва — Зоріна, спецкор
- Сергій Торкачевський — вчитель математики
- Вікторія Духіна — Вікторія Вікторівна, вчителька
- Олег Царьков — друг Аркаші Петрова
- Катерина Мазурова — сусідка Лаптєва, хвора на радикуліт
- Ю. Орлова — епізод
- В. Бєлінський — епізод
- Є. Вічугова — епізод
- Костя Лазарев — піонер

## Знімальна група
- Режисер — Валерій Кремньов
- Сценарист — Олександр Хмелік
- Оператор — Еміль Гулідов
- Композитор — Павло Аєдоницький
- Художник — Борис Бланк